# Verilog-AMS

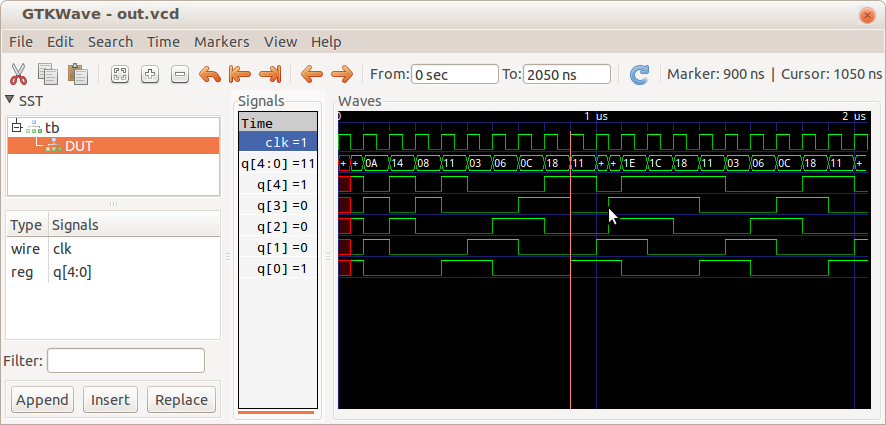
La finestra GTKWave amb formes d'ona d'exemple senzill d'Icarus Verilog.

Verilog-AMS és un derivat del llenguatge de descripció de maquinari Verilog que inclou extensions de senyal analògic i mixt (AMS) per tal de definir el comportament dels sistemes de senyal analògic i mixt. Amplia els bucles del simulador basat en esdeveniments de Verilog/ SystemVerilog/VHDL, mitjançant un simulador de temps continu, que resol les equacions diferencials en el domini analògic. Tots dos dominis estan acoblats: els esdeveniments analògics poden desencadenar accions digitals i viceversa.

## Visió general
L'estàndard Verilog-AMS es va crear amb la intenció de permetre als dissenyadors de sistemes de senyal analògic i mixt i circuits integrats crear i utilitzar mòduls que encapsulin descripcions de comportament d'alt nivell, així com descripcions estructurals de sistemes i components.
Verilog-AMS és un llenguatge de modelatge estàndard de la indústria per a circuits de senyal mixt. Proporciona semàntica de modelatge en temps continu i basat en esdeveniments, de manera que és adequat per a circuits analògics, digitals i mixtes analògics/digitals. És especialment adequat per a la verificació de circuits integrats analògics, de senyal mixt i de RF molt complexos.
Verilog i Verilog/AMS no són llenguatges de programació procedimentals, sinó llenguatges de descripció de maquinari (HDL) basats en esdeveniments. Com a tal, proporcionen funcions de llenguatge sofisticades i potents per a la definició i sincronització d'accions i esdeveniments paral·lels. D'altra banda, moltes accions definides a les sentències del programa HDL es poden executar en paral·lel (una mica semblants als fils i tasques en llenguatges procedimentals, però molt més detallats). No obstant això, Verilog/AMS es pot combinar amb llenguatges de procediment com el llenguatge ANSI C mitjançant la interfície de procediment Verilog del simulador, que facilita la implementació de la suite de proves i permet la interacció amb codi heretat o equips de banc de proves.

## Exemple de codi
Verilog/AMS és un superconjunt de l'HDL digital de Verilog, de manera que totes les declaracions del domini digital funcionen com a Verilog (vegeu-hi exemples). Totes les peces analògiques funcionen com a Verilog-A.

L'exemple de codi següent a Verilog-AMS mostra un DAC que és un exemple de processament analògic que s'activa per un senyal digital:
```
`include
 
"constants.vams"

`include
 
"disciplines.vams"

// Simple DAC model

module
 
dac_simple
(
aout
,
 
clk
,
 
din
,
 
vref
);

	

	
// Parameters

	
parameter
 
integer
 
bits
 
=
 
4
 
from
 
[
1
:
24
];

	
parameter
 
integer
 
td
 
=
 
1
n
 
from
[
0
:
inf
);
 
// Processing delay of the DAC

	

	
// Define input/output

	
input
 
clk
,
 
vref
;

	
input
 
[
bits
-
1
:
0
]
 
din
;

	
output
 
aout
;

		

	
//Define port types

	
logic
 
clk
;

	
logic
 
[
bits
-
1
:
0
]
 
din
;

	
electrical
 
aout
,
 
vref
;

	

	
// Internal variables

	
real
 
aout_new
,
 
ref
;

	
integer
 
i
;

	

	
// Change signal in the analog part

	
analog
 
begin

		
@(
posedge
 
clk
)
 
begin
 
// Change output only for rising clock edge	

			

			
aout_new
 
=
 
0
;

			
ref
 
=
 
V
(
vref
);

			

			
for
(
i
=
0
;
 
i
<
bits
;
 
i
=
i
+
1
)
 
begin

				
ref
 
=
 
ref
/
2
;

				
aout_new
 
=
 
aout_new
 
+
 
ref
 
*
 
din
[
i
];

			
end

		
end
	

		
V
(
aout
)
 
<+
 
transition
(
aout_new
,
 
td
,
 
5
n
);
 
// Get a smoother transition when output level changes

	
end

endmodule

```